# 明学
明学是一种2019年起流行于中国网络的恶搞文化。网民对综艺节目《中餐厅3》里演员黄晓明强硬无理的管理方式不满，故而总结黄晓明的节目言论，加以调侃。明学主要用语“我不要你觉得，我要我觉得”还成为了《咬文嚼字》杂志评定的2019年十大流行语。

## 起源
2019年7月26日，湖南卫视开始播放合伙人经营体验类综艺《中餐厅》的第三季。本季录制于意大利西西里岛。有艺人黄晓明、秦海璐、王俊凯、杨紫，大厨林述巍等人参与，由黄晓明担任店长。随着节目的播出，店长黄晓明暴露出独断专行，听不见别人意见等缺点。引发了网民的不满，在网络上展开对黄晓明的调侃，将黄晓明言论命名为“明言明语”、“明学”，另外，2008年黄晓明的“闹太套”事件（指黄晓明演唱奥运英文歌曲对歌词“not at all”发音不标准，听起来就像中文“闹太套”）以及黄晓明在《中餐厅》第一季就喜欢乱出主意等事件也被重新提起。

## 主要事件
- 主厨林述巍在厨房不停歇地做菜，黄晓明仍指责林述巍做菜慢[6]。
- 黄晓明不顾店内有限的经费，用买新冰箱的方式来解决食材储存的问题[7]。
- 主厨林述巍认为设置单人套餐容易乱，设置双人套餐更合适，但黄晓明坚持设置单人套餐[5]。
- 主厨林述巍为了顾及到菜的口味，一次性不备太多菜，而黄晓明还是粗暴要求林述巍多备菜[5]。
- 节目组不提供经费，黄晓明就让团队成员以物换菜，价钱还要低于实际价[5]。

## 主要用语
- “我不要你觉得，我要我觉得”
- “这是你的问题，你必须要解决”
- “这个问题不需要商量，都听我的”
- “听我的，我说了算”[1][2]

## 影响
- 黄晓明本人被评价成“中年王子病”、“神烦”[7]，还被取了“绿大暗”（分别对应黄晓明三个字）的外号[5]。

- 《中餐厅》第三季因此讨论度上升，打破各项收视纪录，但口碑下降[3]。有网民怀疑黄晓明争议言论是由于节目组刻意剪辑导致，但《中餐厅3》总导演王恬在采访时否认[7]。

## 流行文化里的明学
- 澳大利亚街头的“爱国护港”活动中，有人举起了“我不要你觉得， 我要我觉得，香港就是中国的，都听我的！”的牌子[5]。
- 2020年央视春节联欢晚会的小品《机场姐妹花》，黄晓明再现了“我不要你觉得，我要我觉得！”的台词[8]。
- 有媒体编辑套用“明言明语”来拟定新闻标题，如北京青年报《乾隆皇帝：画画，我不要你觉得，我要我觉得》，科技日报《你觉得疼不算数 我觉得疼才算数》、中国新闻网《不要你觉得我要我觉得 特朗普坚称飓风将袭这个州》[9][10][11]。
- 央视主播康辉在《主播说联播》里评论中美贸易摩擦里的美国政府是“霸道总裁”的做派，“我不要你觉得好，我要我觉得好”[12]。

## 评价
黄晓明：“没关系，娱乐嘛，我们做的就是娱乐行业，大家要觉得开心，玩一玩挺好的”，“好多朋友还转给我类似的段子，大家开心就好。”
澎湃评论员：“油腻不油腻，与外表没有直接关系。黄晓明们被吐糟，根源还在于他们对他人缺乏尊重，对自我缺乏认知。”